# 佐藤慶二
佐藤 慶二（さとう けいじ、1903年1月1日 - 1998年6月4日）は、日本の哲学者、早稲田大学名誉教授。
岩手県西磐井郡花泉町（現・一関市）出身。早稲田大学哲学科卒業。1975年まで早大教授。1998年、肺炎のため死去。

## 著書
- 現象学概論 早稲田大学出版部 1929
- 認識論概説 理想社 1934 (新興哲学叢書)
- 最新心理学概論 嶺光社書店 1935
- 新哲学大綱 同文館 1938 改題「哲学新講」
- ハイデッガー 鮎書房 1943 (現代哲学者叢書)
- 新時代の世界観 同文館 1942
- 文化社会学 育生社弘道閣 1942
- 科學と哲學 育生社弘道閣 1944.1 (新世代叢書)
- 哲学新論 研進社 1945
- 哲学とは何か 大地書房 1946
- 哲学概論 研進社 1947
- 実存主義の哲学 霞書房 1949
- 人間存在の哲学 敬文堂書店 1952
- 実存と愛と神 早稲田大学出版部 1954 (早稲田選書)
- 哲学の門 人間の,人間に依る,人間の為の哲学 敬文堂書店 1954
- 実存の哲学 敬文堂書店 1958
- ハイデッガーの哲学 転回の問題を中心として 理想社 1962
- 世界と人生 小峰書店 1968 (哲学シリーズ)
- 人生と幸福 小峰書店 1970
- 宗教の論理 山喜房仏書林 1977.3
- 仏教の哲学的理解  平楽寺書店 1980.6 (サーラ叢書)

共著
- 現代思想 木村健康 通信教育大学講座 1967.10 (大學講座)

## 翻訳
- 観念論と実在論との此岸 ニコライ・ハルトマン 理想社出版部 1928 (哲学名著叢書)
- 精神現象の分類に就いて ブレンタノ 世界大思想全集 春秋社 1929
- 哲学的人間学 マクス・シェラー 樺俊雄共訳 理想社出版部 1935
- カントと形而上学 ハイデッガー 三笠書房 1938 (現代思想全書)
- ハイデッガーの哲学 アロイス・フィッシャー 冨山房 1941
- 学問論 学術研究の方法に関する講義 シエリング 霞書房 1947
- 哲学的世界観(シェーラー 世界思想教養全集 河出書房新社 1963
- 蝦夷奇勝図巻 松浦武四郎自筆考証文付 朝日出版 1973

## 参考
- 死亡記事